# Фульгенцій
Фабій Планціад Фульгенцій (лат. Fabius Planciades Fulgentius; V століття) — письменник часів пізньої Римської імперії.

## Життєпис
Походив із заможної родини. Народився у провінції Африка. Про батьків його немає відомостей. Здобув гарну класичну освіту. Статки родини дозволяли вести вільне життя. Здійснив поїздку до Риму. По поверненню на батьківщину став займатися літературною діяльністю.

## Творчість
Доробок Фульгенція складає 4 праці.
У творі «Три книги про міфологію» (Mitologiarum III) автор пояснює «справжній і реальний» сенс стародавніх міфів. Інтерпретацію міфів він викладає від імені музи Калліопи, а також алегоричних образів Філософії та Уранії, але надалі відступає від цього композиційного прийому, спочатку сам коротко викладає міф, потім часто вдається до фантастичного, абсурдного атімологозування, пояснюючи «справжній» сенс міфу. Твір рясніє цитатами стародавніх авторів і завдяки цьому має певну цінність як джерело. Цей твір наслідує працю історика Птолемея Генна (I ст. н. е.).
Праця «Про значення Вергілія у світлі філософії» (Expositio Virgilianae continentiae secundum philosophos moralis) являє собою алегорично-моралізаторське пояснення «Енеїди». Для автора «Енеїда» є відображенням людського життя. Книги 1-6 прокоментував детальніше, книги 7-12 — лише у декількох реченнях. Вважав свою роботу науковим коментарем до поеми Вергілія, вона справила великий вплив на алегоричну інтерпретацію «Енеїди» від початку Середньовіччя до Ренесансу.
У творі «Періоди розвитку світу і людини» (De aetatibus mundi et hominus) представлено загальну історію від Адама і Єви до часів імператорів в 23 розділах (на тепер збереглося 14), відповідних буквах алфавіту. Описуючи період, що відповідає даній букві, Фульгенцій не використав саму цю букву. Цей вид літературної гри Фабій Фульгенцій першим ввів у римську літературу.
Робота «Пояснення стародавніх висловів» (Expositio sermonum antiquorum) містить пояснення за допомогою цитат 62 рідкісних латинських виразів (часто досить хитромудрих). Псевдонаукові висновки Фульгенція містять безліч помилок і неточностей, а його твори, написані на досить недосконалій латині, не становлять великого літературного інтересу.